# بخش مرکزی شهرستان هلیلان
بخش مرکزی، یکی از بخش‌های شهرستان هلیلان در استان ایلام ایران است. مرکز این بخش، شهر توحید است.

## تقسیمات کشوری
- بخش مرکزی شهرستان هلیلان
  - دهستان گوران
  - دهستان داجیوند

شهر:توحید

## جمعیت
بر پایه سرشماری عمومی نفوس و مسکن در سال ۱۳۹۵، جمعیت بخش مرکزی شهرستان هلیلان برابر با ۹٬۴۴۷ نفر بوده‌است.